# Fabienne Suter
Fabienne Suter (Sattel, 5. siječnja 1985.) je švicarska alpska skijašica.

## Pobjede u Svjetskome kupu
| Datum             | Mjesto             | Disciplina      |
| ----------------- | ------------------ | --------------- |
| 10. veljače 2008. | Sestriere          | superveleslalom |
| 13. ožujka 2008.  | Bormio             | superveleslalom |
| 27. veljače 2009. | Bansko             | spust           |
| 8. siječnja 2012. | Bad Kleinkirchheim | superveleslalom |

## Napomena
1. ↑  Isto vrijeme imala je i Andrea Fischbacher

## Vanjske poveznice
- FIS-ov profil: Fabienne Suter  Arhivirana inačica izvorne stranice od 26. svibnja 2011. (Wayback Machine)
- Ski-db.com profil: Fabienne Suter